# Dor (film, 2006)
Pour les articles homonymes, voir Dor.
Dor est un film indien réalisé par Nagesh Kukunoor sorti en 2006 en Inde. Il relate la rencontre et l'amitié de deux jeunes femmes que tout sépare : le milieu social, l'éducation, la religion et l'origine géographique. Les rôles principaux sont tenus par Ayesha Takia, Gul Panag et Shreyas Talpade.

## Synopsis
Zeenat est une jeune femme musulmane vivant dans les montagnes de l'Himachal Pradesh. Indépendante et volontaire, elle épouse Amir, l'homme qu'elle aime, mais celui-ci part travailler en Arabie saoudite. À plusieurs centaines de kilomètres de là, au cœur du Rajasthan, Meera mène une vie de belle-fille soumise dans un milieu traditionnel hindou. Elle en accepte d'autant plus facilement les règles qu'elle est très amoureuse de son mari, Shankar, mais ce dernier émigre également en Arabie Saoudite pour gagner l'argent nécessaire à l'entretien de la famille et au rachat du haveli familial, objet de la fierté de son père. 
La vie des deux jeunes femmes s'écoule au rythme des lettres que reçoit Zeenat et des coups de téléphone mensuels que donne Meera. Cette douce mélancolie est bouleversée quand Zeenat apprend qu'Amir va être exécuté pour le crime de son compagnon de chambre. Bien qu'elle en ignore tout, hormis qu'elle habite au Rajasthan, elle part sur le champ à la recherche de la famille de la victime pour en obtenir le "pardon", seul moyen de sauver son mari selon la loi saoudienne. En chemin elle rencontre un beharoopiya, comédien, imitateur ou petit arnaqueur selon les circonstances, qui commence par la voler puis la sauve d'une agression et finalement l'aide dans ses recherches. Pendant ce temps, la nouvelle de la mort de Shankar est parvenue dans sa famille et Meera est immédiatement réduite à sa nouvelle condition de veuve : elle est dépouillée de ses bijoux, habillée d'un grand voile noir, recluse et malmenée par ses beaux-parents.
Après que sa demande de pardon ait été vigoureusement rejetée par les parents de Shankar, Zeenat décide de rencontrer Meera au temple, seule sortie qui lui soit permise. Les deux jeunes femmes se lient progressivement d'amitié, chacune trouvant dans l'autre ce qui lui fait défaut : Zeenat découvre chez la douce Meera la générosité et l'innocence alors que celle-ci entre aperçoit grâce à Zeenat un monde de liberté qui lui a toujours été interdit.
Cependant, quand Zeenat se résout enfin à présenter le maafinama (demande de pardon) à Meera, celle-ci se sent trahie et refuse de signer le document. Alors que Zeenat décide de rentrer en Himachal Pradesh, Meera se confie à sa grand-mère. Cette dernière, également veuve, l'encourage à passer outre sa déception et à s'enfuir avec son amie pour échapper à son triste destin.

## Fiche technique
- Titre : Dor
- Titre hindi : डोर
- Titre ourdou : ڈور
- Réalisation : Nagesh Kukunoor
- Scénario et dialogue : Nagesh Kukunoor
- Musique : Salim Merchant et Suleman Merchant
- Parolier : Mir Ali Husain
- Direction artistique : Muneesh Sappal
- Photographie : Sudeep Chatterjee
- Montage : Sanjib Datta
- Production : Percept Picture Company, SIC Productions et Sahara One Motion Pictures
- Pays d'origine : Inde
- Langue : Hindi
- Date de sortie : 22 septembre 2006
- Format : Couleurs
- Genre : Comédie dramatique
- Durée : 147 min

## Distribution
- Ayesha Takia : Meera
- Gul Panag : Zeenat
- Shreyas Talpade : Beharoopiya
- Girish Karnad : Randhir Singh, beau-père de Meera
- Prateeksha Lonkar : Gowri Singh, belle-mère de Meera
- Uttara Baokar : Laxmibai Singh, grand-mère de Meera

## Musique
Dor comporte huit chansons composées par Salim Merchant et Suleman Merchant et écrites par Mir Ali Husain.
En accord avec le sujet du film, Salim-Suleman ont composé des musiques teintées de classicisme telles Expression Of Love et Yeh Honsla ou prenant leur inspiration dans le folklore du Rajasthan comme Kesariya Balam et Piya Ghar Aaya. La bande originale a été nommée aux Star Screen Awards 2007 ainsi que les paroles, également nommées aux Zee Cine Awards 2007.
1. Allah Hoo Allah Ho interprétée par Salim Merchant
2. Expression Of Love interprétée par Trilok Gurtu
3. Imaan Ka Asar interprétée par Sunidhi Chauhan, Shreya Ghoshal
4. Kesariya Balam interprétée par Karsan Sagathiya
5. Piya Ghar Aaya interprétée par Pratichee
6. Theme Music interprétée par Salim Merchant
7. Yeh Honsla interprétée par Shafqat Amanat Ali Khan
8. Yeh Honsla (version triste) interprétée par Shafqat Amanat Ali Khan

## Récompenses
- Star Screen Awards 2007 du Meilleur acteur comique : Shreyas Talpade
- Zee Cine Awards 2007 de la Meilleure actrice : Ayesha Takia